# Jean Orry
Jean Orry (ur. 4 września 1652 w Paryżu, zm. 29 września 1719 tamże) – francuski ekonomista i polityk, pierwszy sekretarz stanu Hiszpanii.
W 1701, podczas wojny o hiszpańską sukcesję, został wysłany do Madrytu przez Ludwika IV z misją odbudowy zaniedbanej gospodarki Hiszpanii, rządzonej przez jego wnuka, Filipa V. Dokonał centralizującej przebudowy administracji wzorowanej na systemie francuskim. Poza tym był agentem Ludwika XIV. Od 1705 współministrem był Hiszpan Pedro Fernandez del Campo y Angulo, markiz Mejorada, jednak decydujący wpływ na politykę państwa zachował Orry. W latach 1706–1713 przebywał we Francji, chroniąc się przed postępami wojsk angielsko-austriacko-holenderskich, które przejściowo zajęło Madryt. Ułożył treść królewskiego dekretu z 23 grudnia 1713, który centralizował Kortezy i przyznawał stolicy bezpośrednia władzę nad władzami lokalnymi. Dotychczasowe rady terytorialne zostały zastąpione przez system intendentów, odpowiedzialnych bezpośrednio przed Orrym. Niektóre rady, takie jak np. Consejo de Castilla, zachowały jednak pewne wpływy. Nowa małżonka króla, Elżbieta Farnese, i jej protegowany minister Giulio Alberoni niechętnie odnosili się do francuskiego ministra, w konsekwencji 7 lutego 1715 został odesłany do Francji. Jeszcze w tym samym roku król podpisał przygotowany przez Orry’ego dokument o nazwie Decreto de Nueva Planta, który znosił większość średniowiecznych lokalnych przywilejów.
Jego synem był francuski generalny kontroler finansów Philibert Orry.

## Literatura
- Anne Dubet, 2006. Jean Orry et la réforme du gouvernement de l’Espagne (1701–1706) (Clermont-Ferrand)